# Guide vert
 (mars 2024).

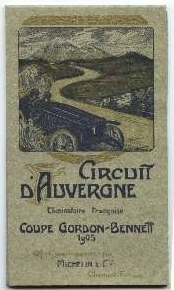
Guide Auvergne 1905, un des ancêtres du Guide Vert actuel.

Le Guide Vert est un livre faisant partie d'une collection de guides touristiques, fondée en 1926 par Michelin, qui met l'accent sur la découverte du patrimoine naturel et culturel des régions.
Il a été précédé, vers 1906, par des guides des sites et monuments de France, édités par le Touring club de France. Il a également été précédé par trente-et-un guides illustrés Michelin de visite des champs de bataille de la première guerre mondiale édités à partir de 1917.
Il est complémentaire aux cartes Michelin ou de l'IGN, pour renseigner les touristes souhaitant voyager et découvrir une région, plusieurs villes ou un pays, en indiquant les principaux endroits caractéristiques intéressants à visiter, et circuits à effectuer, s'adjoignant elles-mêmes depuis quelques années au GPS.
Il peut aussi s'associer au guide rouge gastronomique Michelin.
En 2024, le Guide Vert change de nom et devient le Guide Voyage & Cultures. Ce nouveau nom renforce le positionnement du guide autour de la curiosité.
L'ensemble des cartes Michelin et IGN repliées, guide vert touristique et guide rouge peut se juxtaposer facilement, étant pratique à ranger grâce à leur format identique allongé en hauteur.

## Description
Le livre possède deux premiers encartages indiquant sur une carte réduite :
- Les sites remarquables à visiter :
  - « Vaut le voyage » (3 étoiles, encadré en rouge),
  - « Mérite un détour » (2 étoiles, encadré en orange),
  - « Vaut la visite » (1 étoile, encadré en jaune),
  - « À voir » (aucune étoile ni encadrement)
- Des propositions de différents circuits touristiques de visites, à effectuer en un ou plusieurs jours.

La première section du guide présente les sites incontournables, les coups de cœur de la rédaction, et quelques itinéraires suggérés.
La deuxième et principale section du guide, « Découvrir », est une succession de chapitres présentant en détail, et généralement par ordre géographique, les divers sites de la destination avec leurs principaux attraits et adresses suggérées (hébergement, restaurants, achats, etc.).
La troisième section du guide présente la destination, son histoire, son économie, et sa culture.
La dernière section du guide offre des renseignements pratiques pour le touriste souhaitant se rendre sur place.
Il existe de nombreux guides nationaux (France, Argentine, Japon, etc.), ainsi que des guides régionaux pour certains pays (France, Espagne, Italie). Certains petits États sont soit inclus dans le guide d'un plus grand territoire (Liechtenstein dans le guide Suisse), soit dans une version abrégée du guide appelée Week&Go (Luxembourg, Malte, Cap-Vert, etc.), soit groupés avec un autre petit État (Suède Danemark, Laos Cambodge, etc.). La collection compte aujourd'hui une centaine de guides disponibles en quelques langues, la plupart étant de simples traductions de la version française ou anglaise d'origine, à quelques exceptions près (il y a quelques années par exemple, des guides sur certains pays d'Europe centrale étaient parus exclusivement en polonais). Faute de succès, Michelin a rapidement abandonné certaines langues (hébreu, japonais, russe, etc.), tandis que d'autres font l'objet d'une collection réduite ou rarement mise à jour (allemand, espagnol, italien, néerlandais), de sorte que la production éditoriale des dernières années s'est recentrée presque exclusivement sur le français et, dans une moindre mesure, l'anglais.

## Histoire
Avant les guides verts Michelin, vers 1920, des guides illustrés Michelin des champs de bataille avaient été édités, portant l’accent sur les destructions de la guerre de 1914-1918 et relatant aussi les avancées destructrices de cette guerre. Le guide Reims et le Fort de la Pompelle, daté 1920, en est un exemple.
Remontant plus avant encore, vers 1906, le Touring Club de France avait édité des guides ou ouvrages de géographie sous les titres « À la France, Sites et Monuments, assortis de cartes départementales par Erchard frères, datant de 1902 ou 1903. Un livret de Sites et Monuments de Champagne et Ardennes, ouvrage du TCF couronné par l’Académie Française et daté 1906, peut être cité à ce titre.

### L'évolution des guides régionaux
En 1926, Bretagne est le premier guide Michelin régional. Le public ciblé était celui des automobilistes. Cette nouvelle collection de guides, s'apparentait par le format au Guide Michelin hôtelier rouge de la France, reprenant son cartonnage rigide, car ils se voulaient complémentaires.
Vers le milieu des années 1930, Michelin opte pour une couverture souple brochée et modifie son format en 25,5 × 11,5 cm, tout en gardant la couleur rouge, puis opte pour le vert en 1939 pour les guides Savoie, Dauphiné, mais le guide Jura publié aussi en 1939 reste rouge. Les deux couleurs seront utilisées concurremment pendant la guerre.
En 1936 le catalogue propose les régions suivantes : Alpes, Alsace, Auvergne, Bretagne, Châteaux de la Loire, Côte d'Azur, Gorges du Tarn, Lorraine, Provence, Pyrénées, Verdun.
Après guerre les guides paraissent entièrement sous couverture verte, avec pour la première fois un guide sur Paris (1946) et des châteaux de la Loire[pas clair] (1946). Viendra ensuite celui de l'Île-de-France. Officiellement il faut attendre 1958 pour que l'éditeur consacre l'appellation "Guide vert", que les usagers lui avaient déjà conférée depuis plusieurs années.
La collection les Belles Routes de France, après un essai en vert en 1949, optera pour une couverture rouge qu'elle conservera jusqu'en 1953. Il s'agissait d'un itinéraire commenté, reprenant brièvement des informations combinées des guides verts touristiques et rouges hôteliers.
Les années 2000 furent l'occasion de nouvelles éditions, celles actuelles, en modifiant grandement la présentation, les guides devenant encore beaucoup plus étoffés et complets en détails et illustrations que les précédents.

### Les petits explorateurs
En avril 2016, s'ajoute une nouvelle collection au catalogue, « Les Petits Explorateurs ». Cette collection de guide cible les familles voyageant avec enfant de 7 à 11 ans. Les codes du guide pour adulte est repris : couleur, format et système de notation, avec un ton et un contenu adapté aux enfants. Les guides sont co-édités avec la maison d'édition jeunesse Quelle Histoire. Six guides sont publiés au lancement : Paris, Londres, Rome, Châteaux de la Loire, Provence, Bretagne Sud.

## Anciennes collections

### Voyager pratique
Cette gamme de guides touristiques, qui remplaçait la collection Neos, avait pour but de proposer plus de renseignements pratiques aux voyageurs individuels. Elle a été essentiellement remplacée par la collection Week-end, puis Week&Go.
- Titres Voyager pratique
  - Parus en mars 2005 : Andalousie, Barcelone-Catalogne, Grèce continentale-Îles Ioniennes, Îles grecques-Athènes, Irlande, Maroc, Marrakech-Essaouira, Portugal, Sud Ouest américain, Tunisie, Turquie
  - Parus en novembre-décembre 2005 : Cuba, Guadeloupe, Martinique, Mexique Centre et Sud, République dominicaine, Réunion Maurice et Rodrigues, Vietnam, Afrique du Sud
  - Parus en mars-mai 2006 : Chine, Corse, Croatie, Italie du Sud - Rome, Italie - Toscane et Ombrie, Bretagne
  - Paru en 2007 : Japon

### Escapade
Cette gamme de guides touristiques, publiée en 1997-1998, se concentrait sur les courts séjours, principalement dans les grandes villes d'Europe. Le guide avait le format de poche.
- Titres Escapade
  - Bretagne, Châteaux de la Loire, Paris, Amsterdam, Andalousie, Barcelone, Berlin, Bruges-Gand-Anvers, Bruxelles, Budapest Dublin, Florence et la Toscane, Floride, Istanbul, Jersey-Guernesey, Jérusalem, Lacs italiens, Lisbonne, Londres, Madrid, Malte, Maroc, Montréal, Munich, Naples, New York, Prague, Rome, San Francisco, Saint-Pétersbourg, Sicile, Thaïlande, Venise, Vienne